# Vincenzo Julia
Vincenzo Julia (Acri, 19 febbraio 1838 – Acri, 4 maggio 1894) è stato un poeta, filosofo e letterato italiano.

## Biografia
Julia nacque da Antonio e da Maria Giuseppa Balsàno. Ricevette la prima educazione da parte del padre, poi fu accolto nel biennio 1848-9 dall'Istituto Molinari di Acri; in seguito si spostò a Roggiano, dove fu allievo dello zio materno che lo seguì nel biennio successivo al seminario di San Marco Argentano, dove Julia concluse gli studi umanistici. Dopo una breve interruzione, lo scrittore proseguì nel 1855 dedicandosi allo studio del diritto, formazione che proseguì a Cosenza sotto la guida di Luigi Focaracci fino a quando interruppe gli studi 1860.
Dopo una breve esperienza come avvocato, si dedicò per dieci anni all'insegnamento affiancando l'attività di docente a quella di poeta e letterato. Nel 1864 sposò Gabriella Fusari, da cui ebbe quattro figli, rimanendo vedovo nel 1872. Dieci anni dopo gli fu assegnata una cattedra per l'insegnamento di Lettere presso un liceo di Cosenza, ma dovette rifiutare la nomina a causa delle responsabilità e della cura nei confronti dei figli. A metà degli anni ottanta Julia fu per due anni direttore del Telesio, periodico culturale sul quale intervennero significativi scritti di intellettuali calabresi fra i quali Francesco Fiorentino.
Strinse grande amicizia con Vincenzo Padula, specialmente nei suoi ultimi anni di vita trascorsi ad Acri e segnati dalla malattia, e dopo la morte dell'amico nel 1893 gli dedicò una Monografia rimasta incompiuta.
Julia morì ad Acri nel 1894.

## Le opere
La temperie culturale in ambito locale vedeva la difficoltà della Calabria a integrarsi nella nuova entità politica. Area essenzialmente contadina, la regione aveva una classe dirigente che preferiva assoggettarla al clientelismo e alla sua arretratezza piuttosto che metterla al passo con zone del Paese più avanzate e progredite; perciò il mondo intellettuale d'avanguardia, deluso dalle speranze del 1848 e conscio del sottosviluppo, si volse verso il positivismo e il socialismo.
Julia, come i poeti della sua generazione, visse tra il tardo romanticismo e l'affermarsi delle innovative correnti costituite dal naturalismo e dal verismo, nella scia di Giosuè Carducci e Giovanni Verga. Le contraddizioni della sua epoca lo formarono come un intellettuale spiritualista che rifiutava il materialismo e in parte il mondo contemporaneo, e d'altra parte un sostenitore degli ideali socialisti, del riscatto delle masse disagiate e della glorificazione del passato della Calabria – a partire dall'assedio degli Aragonesi nel 1462 – e dei suoi conterranei coevi illustri, fra i quali Biagio Miraglia, Vincenzo Padula, Sertorio Quattromani, Felice Tocco, oltre a Tommaso Campanella. Accostatosi in un primo tempo al misticismo di Gioberti, a metà degli anni settanta si convertì al verismo, alla ricerca del pragmatismo e di un modello di poesia di alto civismo che lo stesso Julia proclama nei suoi Sonetti e liriche (1884). In quest'opera, il poeta parte dai miti popolari e dalle ballate della tradizione romantica per marcare orgogliosamente la storia della sua terra.
Considerato il padre della letteratura calabrese, si interessò alle origini della cultura letteraria della regione analizzando anche alcune opere a lui precedenti. Il suo impegno regionalistico si concretizzò nel 1888 in uno studio su Vincenzo Selvaggi, nel quale si individuava un collegamento fra le opere del poeta cinquecentesco Galeazzo di Tarsia e le produzioni romantiche dell'Ottocento. Vi fu poi un saggio inedito (e pubblicato solo nel 1981) su Vincenzo Padula e un esame delle liriche riferibili all'Accademia Cosentina.
Lo scrittore calabrese seppe però spaziare oltre i confini delle sue terre, fino a richiamare John Milton nel suo scritto dedicato a Padula. Oltre a uno studio su Vincenzo Monti del 1892, Julia produsse dei lavori anche su Mazzini, Alessandro Poerio, Cesare Correnti, legati dall'attenzione alle tematiche relative al Risorgimento e perciò in convergenza con il proprio pensiero, che dal punto di vista della poetica si richiama ai modelli che il letterato individua in Leopardi, Berchet e Giusti, oltre che in Prati.